# Giarole
Giarole (piemontesisch Giaròli) ist eine Gemeinde in der italienischen Provinz Alessandria (AL), Region Piemont.

## Lage und Einwohner
Die Gemeinde Giarole liegt 22 km nördlich von der Provinzhauptstadt Alessandria entfernt in der Nähe des Po. Das Gemeindegebiet umfasst eine Fläche von 5 km² und hat 707 (Stand 31. Dezember 2023) Einwohner. Giarole hat einen Bahnhof an der Bahnstrecke Chivasso-Alessandria.
Die Nachbargemeinden sind Mirabello Monferrato, Occimiano, Pomaro Monferrato und Valenza.

## Geschichte

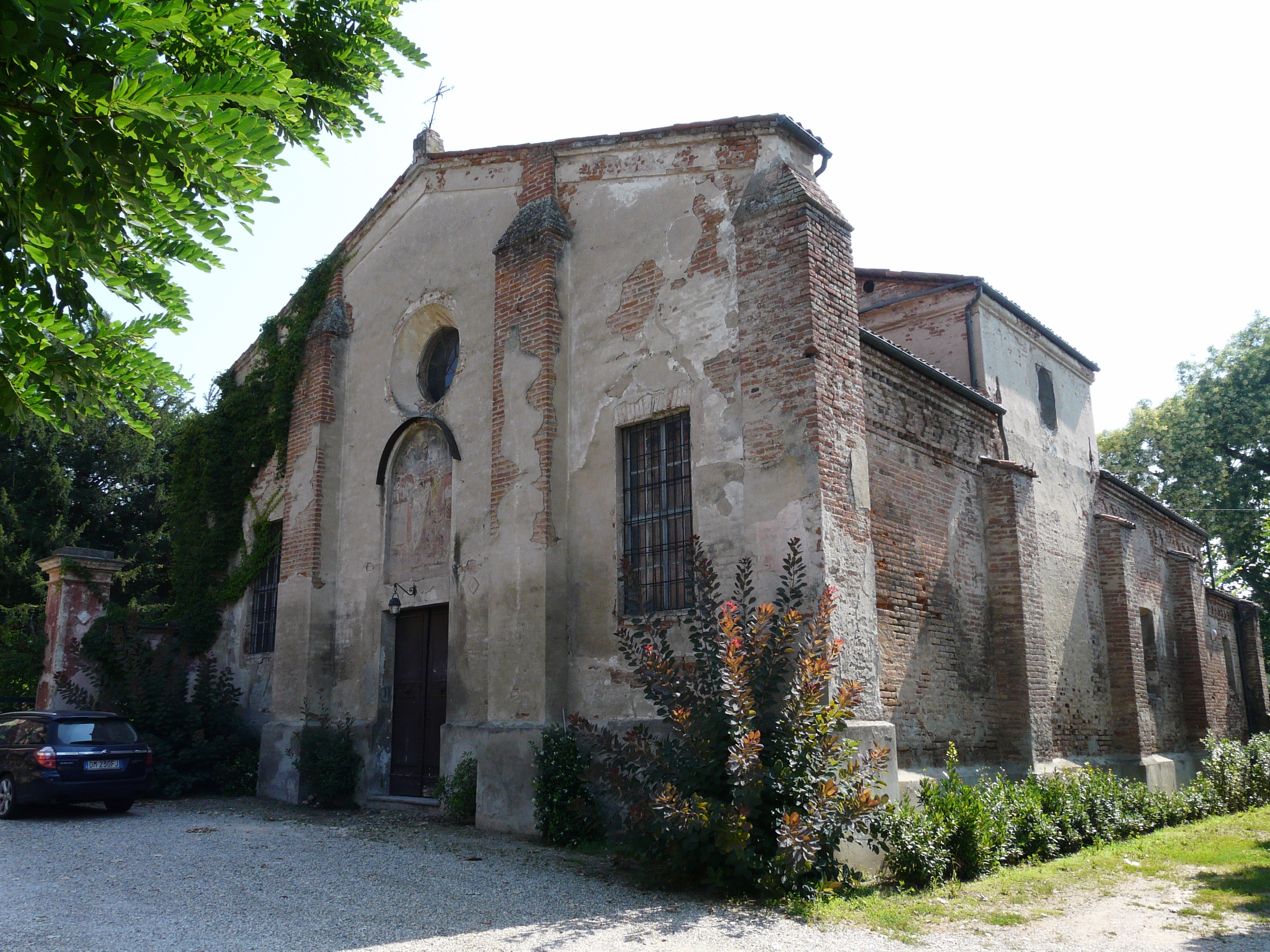
Kirche San Giacomo

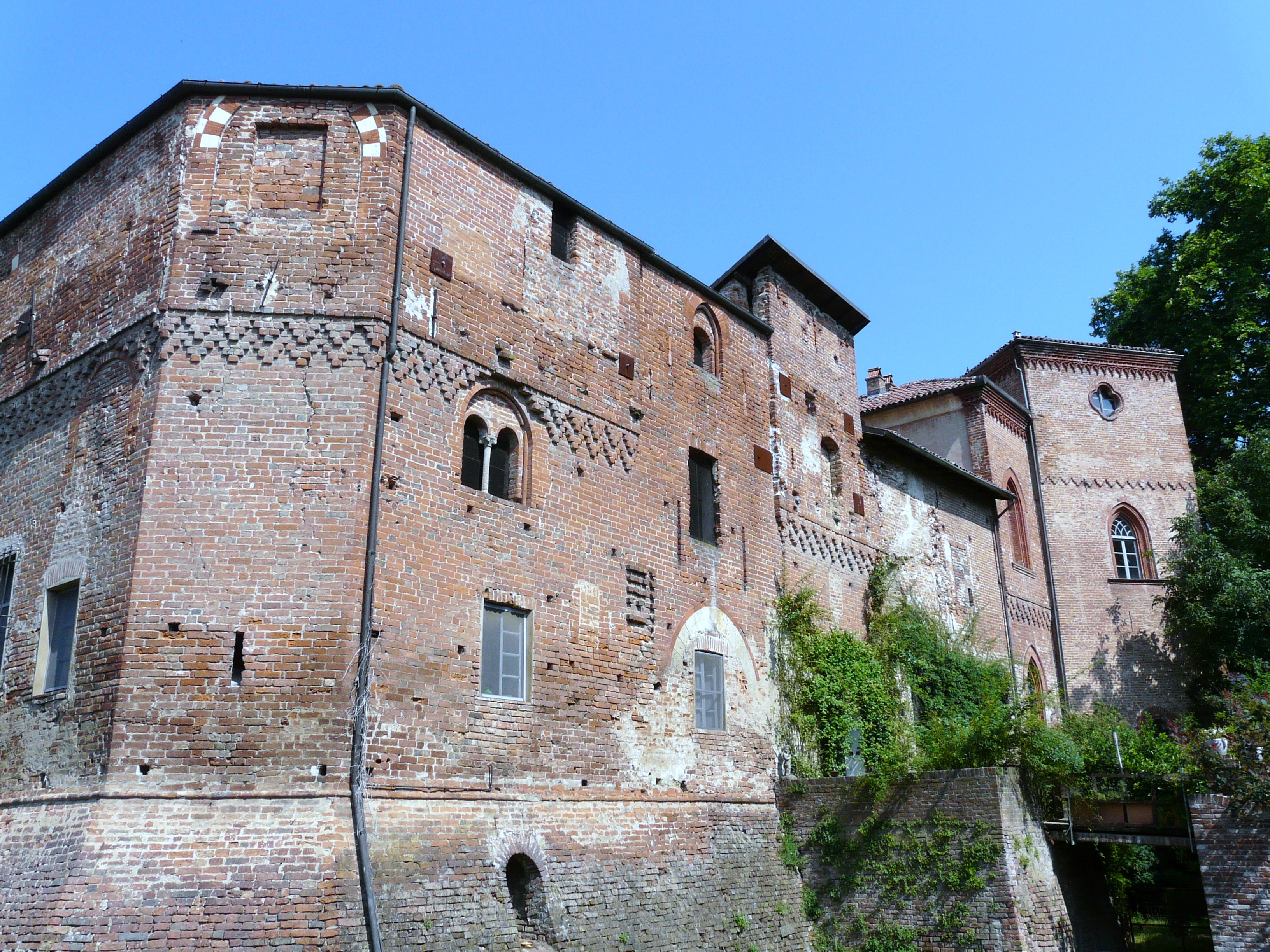
Das Alte Schloss von Giarole

Der Ortsname wird mit der Qualität des kiesigen Bodens aufgrund der Nähe zum Flussbett begründet. Ursprünglich gibt es daher das lateinische Wort GLAREA, später fortgesetzt mit der Verkleinerungsform GLAREOLA. „De Glarolis“ erscheint jedoch 1320 als anthroponymischer Bestandteil der örtlichen Herren, 1339 „de Gerolis“ genannt, in dem das Phänomen der Palatalisierung von „a“ infolge der Schließung des Diphthongs „ai“ durch Prolepsis hervorgerufen wurde von „dem“.
Seine Ursprünge reichen bis ins Mittelalter zurück. Wie alle anderen Städte der Gegend wurde es Teil des Herrschaftsgebiets der Markgrafen von Monferrato, die es als Lehen an die örtliche Herrschaft de Giarolis abtraten.

## Sehenswürdigkeiten
- Das alte Schloss, das im Jahr 1200 von der Herrschaft Sannazzaro erbaut wurde, durch ein Reskript von Federico Barbarossa mit dem Recht zum Bau von Burgen ausgestattet, Mitte des 19. Jahrhunderts im neugotischen Stil renoviert, in dem sich zwei Gemälde von Guala und Moncalvo befinden.[2]
- Die Pfarrkirche San Pietro, erbaut im Jahr 1800.
- Die Kirche San Giacomo, die zu Beginn des 14. Jahrhunderts als Adelskapelle erbaut wurde und einen Altar aus dem 18. Jahrhundert sowie im Innenraum mit drei Schiffen und zwei Seitenkapellen Fragmente von Fresken enthält, die möglicherweise aus dem 15. Jahrhundert stammen.